# Impatiens parvisepala
Impatiens parvisepala är en balsaminväxtart som beskrevs av S.X.Yu och Y.T.Hou. Impatiens parvisepala ingår i släktet balsaminer, och familjen balsaminväxter. Inga underarter finns listade i Catalogue of Life.